# Stop!! Hibari-kun!
Stop!! Hibari-kun! (ストップ!! ひばりくん! Sutoppu!! Hibari-kun!?, lit. ¡Detente! ¡Hibari-kun!) es una serie de manga escrita e ilustrada por Hisashi Eguchi. Fue publicada en la revista Shūkan Shōnen Jump de la editorial Shūeisha desde el 19 de octubre de 1981 hasta el 28 de noviembre de 1983. La editorial ha publicado los cuatro volúmenes en formato tankōbon (volumen encuadernado) desde noviembre de 1982 a enero de 1984. En 1983, el manga fue adaptado a una serie de anime de treinta y cinco episodios por parte de Toei Animation. El anime fue transmitido en Japón por Fuji Television desde el 20 de mayo de 1983 al 27 de enero de 1984. Aunque el anime no se ha lanzado en los Estados Unidos o en cualquier otro territorio occidental, el manga si fue traducido al inglés por medio del servicio de pago de Facebook, Comic Friends. Sin embargo, Comic Friends anunció que dejaría de estar haciendo negocios en Estados Unidos. La historia se centra en Kōsaku Sakamoto, un estudiante de preparatoria que se traslada a vivir con el jefe yakuza Ibari Ōzora y sus cuatro hijas —Tsugumi, Tsubame, Hibari y Suzume— luego de la muerte de su madre. Kōsaku queda impactado al saber que, Hibari, con su apariencia y modales femeninos, en realidad es un hombre.
Eguchi ha comentado que quería crear un manga de comedia romántica donde la protagonista principal fuera un chico travestido, creando así situaciones divertidas sobre su género. 
Stop!! Hibari-kun!' ha sido llamativo por su curiosa forma de reflejar y contrastar el exterior afeminado y juvenil de Hibari con su hombre interior. El manga también ha sido elogiado por su estilo liviano y por el delicado toque en cómo es dibujado el personaje de Hibari, siendo «tan atractivo que hace que el lector olvide que es un manga de comedia». Sin embargo, los chistes que rodean a los personajes yakuza han sido criticados como "extremos" y ya no humorísticos en los tiempos modernos. El trabajo también es conocido por contener muchas parodias o gags sobre el J-pop.

## Argumento

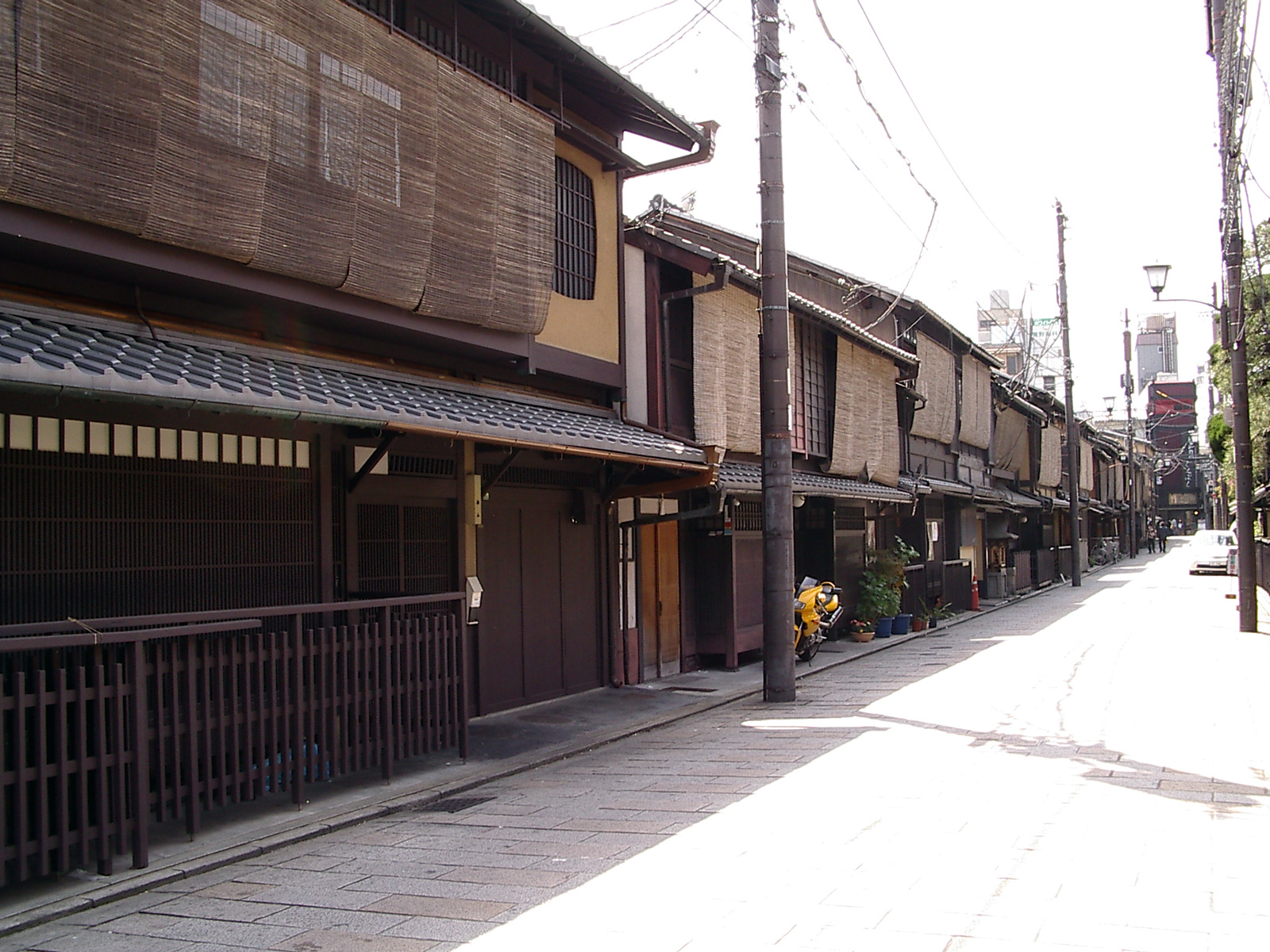
Un establecimiento en Gion, Kioto, similar al hogar de la familia Ōzora.

Stop!! Hibari-kun! sigue a Kōsaku Sakamoto, un estudiante de preparatoria que ha perdido a su madre y por ello le han encomendado vivir con el jefe yakuza Ibari Ōzora en Tokio, un amigo de la familia. Inicialmente inseguro sobre su situación, Kōsaku conoce a las hijas de Ibari: Tsugumi, Tsubame, Hibari y Suzume. Desde un principio el joven se siente atraído por Hibari, pero se sorprende al descubrir que Hibari, quien se ve y se comporta como una chica, en realidad es un hombre, un secreto que solo es conocido dentro del grupo y la familia Ōzora. Mientras Kōsaku debe lidiar con sus conflictivos sentimientos hacia Hibari, en la escuela un grupo de cuatro jóvenes lideradas por la maliciosa Kaori Hanazono comienzan a sospechar que Hibari podría ser un chico, por ende Tsubame idea un plan para proteger la identidad de su hermano y toma su lugar durante un chequeo médico, acabando así con cualquier sospecha. Más adelante, Hibari comienza a mostrar sentimientos románticos hacia Kōsaku, por lo que en un esfuerzo de distanciarse de esta, Kōsaku se une al club de boxeo de la Academia Wakaba. En el club también se encuentra Makoto Shiina, un chico que se siente atraído por Hibari, y la mánager Rie Kawai, de quien Kōsaku está enamorado. Hibari pronto se une al club como su segunda mánager poco antes de ir a un campamento de entrenamiento en Kujūkuri a fin de año.
Al comienzo del nuevo año escolar, a Hibari le es pedido que se una al equipo de voleibol femenino después de que el capitán, Jun Ōtori, fuera testigo de su increíble destreza atlética. A pesar de que Hibari se niega, Jun continúa persiguiéndola hasta que este se ve abrumado por la habilidad sobrehumana de Hibari al realizar el clavado del balón. Kaori y sus amigas nuevamente intentan avergonzar a Hibari durante la clase de natación, una vez más sospechando que podría ser un chico, pero Hibari les impide obtener pruebas durante el campamento de verano patrocinado por la escuela. Después de que Hibari rechaza varios avances de Takuto Honda, un chico popular de la escuela, comienza a coquetear abiertamente con Kōsaku dentro del establecimiento y en la casa. Makoto se enfurece con Kōsaku por ganarse el afecto de Hibari, pero ambos terminan siendo amigos después de que Kōsaku le asegura que no hay nada entre él y Hibari.
Al salir a trotar un día, Kōsaku rescata a una chica llamada Sayuri Kōenji de tres miembros del club de boxeo de la Academia Kokuryū, quienes la estaban acosando. Hibari se encarga de ellos antes de que Kōsaku pudiera hacer algo, pero aun así Sayuri se enamora instantáneamente de Kōsaku y contrata a un detective para averiguar más sobre él, lo que la lleva a descubrir el secreto de Hibari. Hibari tiene otro enfrentamiento con los miembros del club de boxeo de Kokuryū después de que estos acosan a Tsubame en un festival. El club de boxeo de Kokuryū desafía al club de boxeo de Wakaba a competir entre las escuelas, pero esto resulta ser sólo una treta para tener la oportunidad de vencer a Hibari. Sin embargo, el grupo Ōzora intercede, lo que le permite a Hibari noquear al líder del club. Sayuri se transfiere a la clase de Kōsaku y lo chantajea para ir a una cita con ella a cambio de no revelar el secreto de Hibari. Durante el festival escolar, la clase de Kōsaku representa una obra de La bella durmiente con Kōsaku como el príncipe y Hibari como la princesa, que culmina con Hibari besando a Kōsaku en el escenario. Más adelante, Ibari acepta cuidar a Gekijirō Taiga, el hijo de uno de sus amigos cercanos, y Kōsaku nuevamentese sorprende al descubrir que es una chica transexual.

## Personajes

### Principales
Kōsaku Sakamoto (坂本 耕作 Sakamoto Kōsaku?)
Voz por: Tōru Furuya
Es el protagonista de la historia, originario de la prefectura de Kumamoto. Luego de la muerte de su madre y por petición de esta, comienza a vivir con el jefe yakuza Ibari Ōzora y sus hijas, un antiguo conocido. Es un joven de corazón puro que asiste a la preparatoria y constantemente rechaza los coqueteos de Hibari hacia él, además de preocuparle que pueda estar siendo influenciado por este. Sin embargo, poco a poco ambos se van conociendo e interesando uno del otro. Kōsaku es muy amable con Hibari y mantiene su secreto a salvo. Se une a club de boxeo de la Academia Wakaba en un esfuerzo por ser más fuerte debido a la fuerza inherente de Hibari.
Hibari Ōzora (大空 ひばり Ōzora Hibari?)
Voz por: Satomi Majima
Es la protagonista de la historia. Es una estudiante de preparatoria que a pesar de haber sido asignado como hombre al nacer, tiene una apariencia y modales femeninos, para gran pesar de su padre, quien quiere que su hijo sea más masculino. Hibari prefiere ser identificado como mujer y siempre se presenta como la hija de Ibari, además de que ha expresado su interés en tener senos. De acuerdo con Suzume, Hibari se volvió aún más femenino después de que Kōsaku comenzó a vivir en el hogar Ōzora. Hibari tiene sentimientos románticos hacia Kōsaku, y trata de acercarse cada vez más a este a lo largo de la serie. Incluso comienza a coquetear abiertamente con Kōsaku en la escuela, y ha llegado a besarlo. Hibari es extremadamente atlética e inteligente, además de ser físicamente fuerte a pesar del tamaño relativamente pequeño de su cuerpo.
Ibari Ōzora (大空 いばり Ōzora Ibari?)
Voz por: Jōji Yanami
Es el jefe del Grupo Ōzora, una organización yakuza. Es el padre de Tsugumi, Tsubame, Hibari y Suzume. Frecuentemente se muestra frustrado por el comportamiento femenino de Hibari y quiere que este sea más masculino, debido a que es su único hijo varón y por lo tanto, su único heredero. Es un hombre de corazón débil, teniendo ataques cada vez que sucede algo impactante, normalmente relacionado con Hibari. Ibari solía estar enamorado de la madre de Kōsaku, pero ella terminó casándose con un cazador Matagi (un cazador de osos).
Tsugumi Ōzora (大空 つぐみ Ōzora Tsugumi?)
Voz por: Fumi Hirano
Es la hija mayor de Ibari y la figura materna de la familia desde la muerte de su madre. Dejó la escuela de arte en su segundo año para convertirse en una ilustradora profesional.
Tsubame Ōzora (大空 つばめ Ōzora Tsubame?)
Voz por: Kyōko Irokawa
Es la segunda hija de la familia Ōzora, dos años mayor que Hibari. Al igual que su padre, está en contra del comportamiento femenino de Hibari, y constantemente se enfada con él por usar su ropa, a pesar de que Tsubame algunas veces también usa la ropa de Hibari. Ambas hermanas son físicamente iguales a excepción del color de ojos y cabello; tanto es así que incluso han llegado a hacerse pasar por la otra. También suele cubrir a Hibari para que no descubran su secreto, demostrando que de hecho si se preocupa por este.
Suzume Ōzora (大空 すずめ Ōzora Suzume?)
Voz por: Tomiko Suzuki
Es la hermana menor de la familia, una linda y adorable estudiante de primaria. Le teme a las cosas feas, como al hombre cara de platija.

### Secundarios
Sabu (サブ?)
Voz por: Norio Wakamoto
Es un miembro del Grupo Ōzora. Está enamorado de Tsugumi.
Seiji (セイジ?)
Voz por: Toku Nishio
Es otro de los miembros del Grupo Ōzora. Posee una apariencia aterradora, pero su personalidad es tímida. Tiende a asustar a Kōsaku cuando le despierta en las mañanas.
Makoto Shīna (椎名 まこと Shīna Makoto?)
Voz por: Katsuji Mori
Es un estudiante de la Academia Wakaba, quien está enamorado de Hibari. Es miembro del club de boxeo de la escuela e inicialmente odiaba a Kōsaku por ganarse el afecto de Hibari, sin embargo, ambos terminan convirtiéndose en amigos.
Rie Kawai (可愛 理絵 Kawai Rie?)
Voz por: Hiromi Tsuru
En una joven dulce y amable, quien está enamorada de Shīna. Se unió al club de boxeo como su mánager únicamente por él. Abandona el club cuando se entera del amor de Shīna hacia Hibari, pero vuelve a unirse cuando deja atrás sus sentimientos por este.
Mitsuo Kaji (梶 みつを Kaji Mitsuwo?)
Voz por: Kōzō Shioya
Es uno de los compañeros de clase de Tsubame y capitán del club de boxeo. Está enamorado de Tsubame. Todos los miembros de su familia tienen el mismo rostro.
Kaori Hanazono (花園 かおり Hanzono Kaori?)
Voz por: Seiko Nakano
Es una compañera de clase de Kōsaku. Está celosa de la popularidad de Hibari en la escuela, por lo que con sus tres amigas tratan de dejarla en vergüenza.
Sayuri Kōenji (高円寺 さゆり Kōenji Sayuri?)
Voz por: Yuriko Yamamoto
Es una joven adinerada un año menor que Kōsaku. Se enamora fácilmente y hará todo lo posible para llevar su amor a fruición. Cuando es sorprendida por algo, inmediatamente compone un haiku.

## Lanzamiento

### Manga
Stop!! Hibari-kun! fue escrito e ilustrado por Hisashi Eguchi. Tras terminar un trabajo previo, Eguchi decidió crear una historia de comedia romántica, donde el personaje principal fuera una chica hermosa que "en realidad es un chico" y hacer humor con respecto a su género. Eguchi dibujó un storyboard para el primer capítulo en cerca de media hora en un café, y creó el título como referencia al trabajo de Hisashi Sekiya titulado Stop! Nii-chan (ストップ! にいちゃん?).
El manga fue serializado en la revista Weekly Shōnen Jump desde el 19 de octubre de 1981 hasta el 28 de noviembre de 1983. Todos los capítulos fueron recopilados en una publicación en cuatro volúmenes en formato tankōbon por Shueisha desde noviembre de 1982 hasta enero de 1984. Futabasha publicó el trabajo en tres volúmenes en julio de 1991 y de nuevo en febrero de 1995.
Eguchi pasó mucho tiempo dibujando los capítulos en comparación con su manga anterior, y se encontró con que mantener un ritmo semanal de publicación para los capítulos era cada vez más difícil, cosa que catalogó como "dibujar para una publicación semanal no es algo que los humanos puedan hacer". Finalmente decidió abandonar la serie después de que el redactor en jefe de la Weekly Shōnen Jump rechazó su petición de publicar los capítulos cada dos semanas. Desde julio de 2009 a febrero de 2010, la editorial Shogakukan publicó una edición de tres volúmenes del manga titulados Stop!! Hibari-kun! Complete Edition, donde figuran varias revisiones del trabajo original y nuevas portadas.

#### Volúmenes publicados por Shueisha
| N.º | Título                                                                                            | Fecha de lanzamiento    | ISBN original          |
| --- | ------------------------------------------------------------------------------------------------- | ----------------------- | ---------------------- |
| 1   | «¡Un encuentro impactante!» «Shōgeki no Deai!! no Maki» (衝撃の出会い!!の巻?)                     | 15 de noviembre de 1982 | ISBN 978-4-08-851391-1 |
| 2   | «¡Vamos!» «Hairimasu! no Maki» (はいります!の巻?)                                                 | 15 de marzo de 1983     | ISBN 978-4-08-851392-8 |
| 3   | «Emoción en la piscina» «Pūrusaido wa Dokidoki Kibun! no Maki» (プールサイドはドキドキ気分!の巻?) | 15 de junio de 1983     | ISBN 978-4-08-851393-5 |
| 4   | «Una pareja notable» «Wadai no Kappuru no Maki» (話題のカップルの巻?)                             | 15 de enero de 1984     | ISBN 978-4-08-851394-2 |

| N.º | Título                                                                                    | Fecha de lanzamiento | ISBN original          |
| --- | ----------------------------------------------------------------------------------------- | -------------------- | ---------------------- |
| 1   | «¡¿Una chica?! ¡Un chico!» «Onna no Ko!? Otoko no Ko!! no Maki» (女の子!?男の子!!の巻?)   | Mayo de 2001         | ISBN 978-4-08-106030-6 |
| 2   | «La juventud sin retornos» «Kaiten Kinshi no Seishunsa! no Maki» (回転禁止の青春さ!の巻?) | Mayo de 2001         | ISBN 978-4-08-106036-8 |
| 3   | «¡Ella(?) es mia!» «Kanojo (?) wa Ore no Mono!! no Maki» (彼女(?)はおれのもの!!の巻)?)    | Junio de 2001        | ISBN 978-4-08-106042-9 |
| 4   | «¿La boda de mañana?» «Ashita no Hanayome!? no Maki» (あしたの花嫁!?の巻?)                | Junio de 2001        | ISBN 978-4-08-106048-1 |

### Anime
Una adaptación a serie anime de treinta y cinco episodios fue producida por Toei Animation y dirigida por Takashi Hisaoka. Estuvo al aire desde el 20 de mayo de 1983 hasta el 27 de enero de 1984 por Fuji Television. El guion fue escrito por Shigeru Yanagawa, Tokio Tsuchiya, Hiroshi Toda, Tomomi Tsutsui, Takeshi Shudo y Yumi Asano. Mientras el diseño de personajes estuvo a cargo de Yoshinori Kanemori y la música fue compuesta por Kōji Nishimura. La serie fue publicada más tarde por Universal Japan en dos volúmenes DVD en marzo de 2003. Un box set de DVD fue publicado por TC Entertainment en septiembre de 2014. El tema de apertura es "Stop!! Hibari-kun!" (ストップ!! ひばりくん!) cantado por Yuki Yukino y el tema de cierre es "Kongara Connection" (コンガラ・コネクション) interpretado por Ai Hoshino. Hisashi Eguchi eligió no involucrarse en el desarrollo por falta de tiempo, como resultado de su decisión, se dice insatisfecho del producto final.

#### Lista de episodios
| #  | Título | Estreno                  |
| -- | --- | ------------------------ |
| 1  | «¡¿Ella?! ¡Es una idol!» «Kanojo!? wa Aidoru!» (彼女!?はアイドル!)                                                                | 20 de mayo de 1983       |
| 2  | «¡Entrenamiento especial! Tatsu, el espartano» «Tokkun! Suparuta no Tatsu» (特訓!スパルタの辰)                                    | 27 de mayo de 1983       |
| 3  | «¿Está afuera? ¿Alguien vio?» «Bareta!? Mirareta!?» (ばれた!?みられた!)                                                           | 3 de junio de 1983       |
| 4  | «Amor de ring» «Ringusaido no Koi» (リングサイドの恋)                                                                             | 10 de junio de 1983      |
| 5  | «¿Un corazón roto sabe a natsumikan?» «Shitsuren wa Natsumikan no Aji?» (失恋は夏ミカンの味?)                                     | 17 de junio de 1983      |
| 6  | «¡Ahh! Romeo y Julieta» «Aa!! Romio to Jurietto» (ああ!!ロミオとジュリエット))                                                    | 24 de junio de 1983      |
| 7  | «¡Sopla, viento! El contraataque de Kotatsu» «Fuke yo Kaze! Kotatsu no Gyakushū!!» (吹けよ風!小辰の逆襲!!)                        | 1 de julio de 1983       |
| 8  | «El plan de cita sustituto» «Migawari Dēto Sakusen» (身代わりデート作戦))                                                         | 8 de julio de 1983       |
| 9  | «El novio de Suzume» «Suzume no Bōifurendo» (すずめのボーイフレンド)                                                              | 15 de julio de 1983      |
| 10 | «El ABC de las lecciones de amor» «Ai no Ressun ABC» (愛のレッスンA・B・C)                                                        | 22 de julio de 1983      |
| 11 | «¡Pánico en la costa!» «Umibe no Panikku!» (海辺のパニック!)                                                                      | 29 de julio de 1983      |
| 12 | «¡La juventud es una prueba de coraje!» «Seishun wa Kimodameshi!» (青春はきもだめし!)                                             | 5 de agosto de 1983      |
| 13 | «¡Hibari entra en quiebra!» «Hibari Ōshōbu Hairimasu!!» (ひばり大勝負入ります!!))                                                 | 12 de agosto de 1983     |
| 14 | «Un emocionante triángulo de amor» «Doki! Doki! Sankaku Kankei» (ドキ!ドキ!三角関係)                                              | 19 de agosto de 1983     |
| 15 | «El intenso día de Seiji-san» «Seiji-san no Atsui Ichinichi» (政二さんの熱い一日)                                                 | 26 de agosto de 1983     |
| 16 | «¡El segundo amor de Tsugumi!» «Tsugumi no Sekando Rabu!» (つぐみのセカンドラブ!)                                                 | 2 de septiembre de 1983  |
| 17 | «E l álbum (secreto) romántico de papá» «(Hiso) Tō-san no Roman Arubamu!» ((秘)父さんのロマンアルバム!)                           | 9 de septiembre de 1983  |
| 18 | «¡Coquetea! Amor amoroso» «Ichatsuite! Raburaburabu» (いちゃついて!ラブラブラブ)                                                  | 16 de septiembre de 1983 |
| 19 | «Una mirada a la novia de la mafia» «Sagase! Mafia no Hanayome» (探せ!マフィアの花嫁)                                             | 23 de septiembre de 1983 |
| 20 | «¿Cómo lo haces? Llamada a casa» «Ohikaenasutte! Katei Hōmon» (おひかえなすって!家庭訪問)                                         | 7 de octubre de 1983     |
| 21 | «¡Mujeres luchando! Rie contra Hibari» «Joshi Purpresu! Rie VS Hibari» (女子プロレス!理絵VSひばり)                                | 14 de octubre de 1983    |
| 22 | «¡Encantador! Academia Takarazuka» «Uruwashi! Gakuen Takarazuka» (うるわし!学園タカラヅカ)                                        | 21 de octubre de 1983    |
| 23 | «¡Hoy apertura! La historia del detective Kurikara» «Honjitsu Kaiten! Kurikara Tantei Monogatari» (本日開店!くりから探偵物語)     | 28 de octubre de 1983    |
| 24 | «¡ Espeluznante! El extraño evento de la isla del sur» «Osoroshika!! Minami no Shima no Kaiki Jiken» (恐ろしか!!南の島の怪奇事件) | 4 de noviembre de 1983   |
| 25 | «¡El amor bajo la sombra de una palma!» «Yashi no Kokage de Koi Jara Hoi!!» (ヤシの木陰で恋じゃらホイ!!)                          | 11 de noviembre de 1983  |
| 26 | «¡Los festivales son espantosos! ¡El béisbol también!» «Omatsuri Kowai! Yakyū mo Kowai!!» (お祭りこわい!野球もこわい!!)           | 18 de noviembre de 1983  |
| 27 | «¡¿La curva del amor puro de Ibari?!» «Ibari no Jun'ai Ikkyokusen!?» (いばりの純愛一曲線!?))                                      | 25 de noviembre de 1983  |
| 28 | «¡La banda del chico malo está aquí!» «Warui Ko-dan ga Yattekita!» (悪い子団がやってきた!)                                        | 2 de diciembre de 1983   |
| 29 | «¡Igual que Hiroko! ¡La chica bomba del amor!» «Hiroko Sokkuri! Koi no Bakudan Musume!!» (ひろ子そっくり!恋の爆弾娘!!)            | 9 de diciembre de 1983   |
| 30 | «¡Ten cuidado con el ladrón!» «Kaitō Mausu Kiddo ni Goyōjin!!» (怪盗マウスキッドに御用心!!)                                       | 16 de diciembre de 1983  |
| 31 | «¡Invitación a todos al cumpleaños!» «Minna Yonde Merī Tanjōbi!!» (みんな呼んでメリー誕生日!!)                                    | 23 de diciembre de 1983  |
| 32 | «Fairy SF!? The Pillow's Genji Hibari Picture Scroll» «Otogi SF!? Makura no Genji Hibari Emaki» (おとぎSF!?枕の源氏ひばり絵巻)    | 6 de enero de 1984       |
| 33 | «¡Infierno! Hibari es Kōsaku y viceversa» «Daikonsen!! Hibari ga Kōsaku, Kōsaku ga Hibari» (大混線!!ひばりが耕作・耕作がひばり)   | 13 de enero de 1984      |
| 34 | «¡Ejem! ¡Okita-kun!» «Gohhon! Shōwa no Okita-kun!!» (ゴッホン!昭和の沖田くん!!)                                                   | 20 de enero de 1984      |
| 35 | «¿Hibari superhumana? ¡Salta a través del tiempo!» «Chōjin Hibari?! Toki o Kakeru!!» (超人ひばり?!時をかける!!)                   | 27 de enero de 1984      |

## Recepción

### Críticas
El crítico de manga Haruyuki Nakano, ha calificado el trabajo como "un único y divertido manga de parodia o gags por la situación del género de Hibari y la temática de la organización de yakuzas". Nakano atribuye el éxito a la combinación de habilidades del autor, Eguchi, a no solo dibujar chicas lindas, también con cierto atractivo sexual. Comentó que "la delicadeza en como dibuja a Hibari hace olvidar que se trata de un manga de gags. Para Manga Forever, Davide Landi -"Este profundo pero jocoso manga nos enseña personajes que entre tantos chistes y bromas tontas, nos enseñan que ser tu mismo es la fuerza más grande para ser feliz".  Otro análisis de Nobunaga Minami felicitó al autor del manga por ser pionero en el dibujo de personajes con una alto sentido de la moda, "cambió la moda en los manga shōnen de ser un símbolo a ser un accesorio"
"Lejos de los clichés de personajes burlones o de la androgina que se siente mal sobre si misma, nuestra heroína trans esta llena de fuerza y de fina, el balance perfecto para que nos enamoremos de ella inmediatamente". Berlitz von Mandelrot afirma " El sentido de moda de Hisashi es bellísimo, en esos tiempos en lugar de leer revistas de moda, la juventud leeía "Hibari-kun" para escoger sus conjuntos". La serie ha tenido una influencia en el movimiento J-pop.

### Hibari-kun como ícono transgénero
El manga originalmente terminó de manera abrupta con el capítulo de "El Chico Fuerte Genkijiro" el cual contaba la llegada a un nuevo miembro a la familia Ōzora, Genkijiiro Taiga, hijo de un antiguo amigo de la infancia de Ibari Ōzora, quien es enviado con la familia puesto que su padre esta enfermo, él es un joven apuesto y altamente masculino, y este representa la contraparte de Hibari, ya que Genkijiro es un chico trans, afirmando que en él tiene la mente de un hombre y que esta tomando hormonas masculinas, por lo que se le abrió la puerta a este espectro de identidad, creando dudas respecto al texto original. 

Cuando se le pregunto a Hisachi Eguchi acerca de la identidad de género de Hibari, respondió lo siguiente:
Yo realmente nunca me pregunte estas cosas, pero siempre me he dicho a mi mismo que al final, si hay alguien como Hibari que nació en el cuerpo de un chico pero realmente se siente más como una mujer, esta persona tendría el todo el derecho de vivir así, como siente que es. La sociedad, la gente, el entorno, no tienen mucho que decir al respecto. 
Yo estaba más para que la gente pudiera asumir sus diferencias.

En aquel tiempo, la gente se escondía mucho, pensé que seria bueno si pudiesen expresar esas diferencias, enseñarlas en publico. Por eso siempre dibuje a Hibari como alguien que siempre fue libre, independiente y últimadamente, con orgullo de quién es, bien podría haber dibujado los tormentos que podrian haberle pasado, pero de verdad decidí no enseñar este aspecto del personaje.
Mientras que en la serie, los personajes usan la palabra okama, la cual simplemente es un argot para referirse a los hombres homosexuales, siendo su traducción literal, sartén u olla, la cual obviamente tiene mucho contexto culturar que no es fácilmente traducible, pero incluso en la actualidad, traducir la palabra "Transgénero" del japonés a otros idiomas, no es sencillo. En japonés, el término "newhalf" (Nueva-mitad") o nyuuhaafu ニューハーフ, es en general usado para referirse a una mujer transgénero, en particular aquellas que pasan como mujer, sin importar si han hecho procedimientos para transicionar, una newhalf podría identificarse como hombre o como algún género no binario. Okama es generalmente considerado más ofensivo que el término newhalf, más que nada por el vagaje cultural e histórico que esta carga, pero sigue manteniendo una connotación de título de trabajo o de que la persona tiene un cualidad exótica, generalmente (en Japón) no se ven a personas usar específicamente un término como transgénero o transexual a menos de que se estén refiriendo a la transición médica, igualmente no puedes cambiar de manera legal de género a menos que te hagan una cirugía de reasignación de sexo, igualmente esta el término otokonoko que incluye a la gente trans, pero se ha traducido bajo términos ofensivos al llevarse a otros idiomas, es un término de autoidentificación para alguien que se presenta de manera femenina en un contexto sexual aunque no sea legalmente una mujer. En la grámatica del japonés no es necesario incluir referencia a la primera persona, puesto que nisiquiera necesita un sujeto en la oración para funcionar en primer lugar, como y cuando te refieres a ti mismo depende del contexto y con quien estés hablando, en otras palabras, depende de como te quieras presentar, por lo que a diferencia de la terminología utilizada alrededor de Hibari-kun ya sea por el autor o por los demás personajes, lo más correcto es respetar y referirse a ella como se presenta a sí misma, como mujer.  

Willow Catelyn Maclay acerca de Hibari-kun: 
A pesar de nunca ser dicho directamente que Hibari es transgénero y es más recurrente que se le llame trasvesti antes que nada (lo cual siento que es más una cuestión de la época) ella se presenta totalmente como mujer fuera de casa, expresa el deseo de transicionar fisicamente, y en el capitulo final del manga se convierte en la contraparte de un personaje trans masculino quien declara específicamente que esta en terapia de hormonas, este manga a superado la gran mayoría de trabajos futuros solamente con tomar esto en cuenta. (...) Es completamente un deseo hecho realidad para una persona transgénero, quien puede ver que tan fácil es que nuestra identidad quede invalidada: por falta de un tratamiento hormonal, que la gente nos hable con los pronombres incorrectas, o por una decisión del gobierno, pero, en el caso de Hibari, su feminidad es inamovible y ver como esto ocurre, es como una alegría intoxicante. 
A pesar de la incomodidad de su padre quien no acepta tener una cuarta hija, Hibari es respetada en su familia, Ella hace lo que quiere, se viste como quiere y vive como quiere, como cualquiera de las chicas de la casa, Crystal Frasier ha descrito al anime como "una fantasía de poder transgénero", donde en cualquier otro show esto se vería como deshonesto o burlesco, aquí se presenta como la victoria de Hibari, una que se siente genuina y que celebra a la protagonista.